# Carex bonplandii
Carex bonplandii är en halvgräsart som beskrevs av Carl Sigismund Kunth. Carex bonplandii ingår i släktet starrar, och familjen halvgräs. Inga underarter finns listade i Catalogue of Life.